# Pleijel (släkt)
Pleijel och Mozart är efternamn som har burits av två grenar en svensk släkt från Bästhult, Barkeryds socken, nuvarande Nässjö kommun. Den 31 december 2013 var 46 personer med efternamnet Pleijel och 17 med efternamnet Mozart bosatta i Sverige.
De första med namnen var två bröder, Anders Pleijel Svensson (1803–1878) och Jonas Mozart Svensson (1796–1876) som var trumpetare till yrket, bägge vid det indelta Smålands husarregemente. Namnen Pleijel och Mozart kan betraktas som soldatnamn, även om trumpetare, som underofficerare hade en högre militär position än vanliga soldater. Namnen är tagna efter två av sin samtids populära tonsättare, nämligen Wolfgang Amadeus Mozart och Ignace Pleyel.
Trots kompositörsnamnen var trumpetare inte i första hand musiker. Deras militära huvuduppgift var att förmedla befälets order till truppen med trumpetsignaler när muntlig ordergivning inte var möjlig. Utom vid kavalleriet fanns det trumpetare vid artilleriet.
I denna artikel presenteras först en lista över artiklar om personer med efternamnet Pleijel; Wikipedia har hittills (2018) inga artiklar om personer i den svenska Mozart-släkten. Sedan följer ett släktträd som omfattar (1) biograferade personer, (2) personer som kan tänkas uppfylla Wikipedias relevanskriterier men inte är biograferade (3) personer som inte uppfyller dessa kriterier, men som binder samman relevanta personer och släktgrenar (4) samtliga präster, eftersom släkten kan uppfattas som en prästsläkt.

## Släktträd (urval)
- Sven Månsson (1765–1841), lantbrukare (Barkeryd), stamfar[2]
  - Jonas Mozart Svensson (1796–1876), trumpetare och hemmansägare (Barkeryd)
    - Carl Gustaf Mozart (1825–1917), kyrkoherde (Tingsås)[3][4][5]

  - Anders Pleijel Svensson (1803–1878), trumpetare (Barkeryd och Skede)[6]
    - Anders Wilhelm Pleijel (1839–1920), underlöjtnant, gymnastikdirektör och brandchef (Västervik)[7][8]
      - Carl Pleijel, (1866–1937) apotekare (Alvesta och Stockholm) och botaniker[9][10]
        - Arne Pleijel (1906–1978) rektor (Trollhättan)[11]
          - Håkan Pleijel (född 1958), professor i miljövetenskap[12]
          - + Karin Pleijel (född 1962), kommunalråd, lärare och läroboksförfattare gift med Håkan Pleijel[13]

        - Gunnar Pleijel (1908–1963), arkitekt[14]
        - Bengt F Pleijel (1915–2002), huvudredaktör[14][10]
          - Stéphane Pleijel (född 1949), advokat, skatterättsexpert
          - Christian Pleijel (född 1951, åländsk skribent och projektledare
          - Fredrik Pleijel (född 1955), zoolog, professor

      - Henning Pleijel (1873–1962), fysiker, professor och högskolerektor
        - Åke Pleijel (1913–1989), matematiker, professor
        - + Sonja Berg Pleijel (1909–1996), författare, översättare och musiker, gift med Åke Pleijel 1939–1967 
          - Agneta Pleijel (född 1940), författare, kulturskribent, professor i dramatik
            - Lina Pleijel (född 1970), skådespelare

          - + Maciej Zaremba (född 1951) gift med Agneta Pleijel från 1982
          - Sonja Pleijel (född 1942), TV-producent
            - Mattias Pleijel (född 1974), Journalist

    - Oscar Gerhard Pleijel, (1847–1902), kyrkoherde (Barkeryd)[15][16]
    - Henning Theofil Pleijel, (1850–1922), prost (Lenhovda)[3][8]
      - Per Pleijel (1889–1978), missionär, kyrkoherde (Partille)[17][18]
        - Gunnar Pleijel (1924-2019), kyrkoherde (Landvetter) och författare
          - Harald Pleijel (född 1960), civilingenjör och officer, utvecklingsdirektör SFV, fritidspolitiker

        - Bengt Pleijel (1927−2020), präst och författare (Åh stiftsgård)
        - + Annika Pleijel (1932–2010), författare och översättare, gift med Bengt Pleijel[19]

      - Gunnar Henning Pleijel, (1891–1954), kyrkoherde (Arby)[17]
        - Stig Pleijel, (1924–2007), kyrkoherde (Tingsås)[18]

      - Hilding Pleijel (1893–1988), professor i kyrkohistoria